# 3898 Curlewis
3898 Curlewis este un asteroid din centura principală, descoperit pe 26 septembrie 1981 de Michael Candy.